# Gloucester City
Gloucester City est une ville située dans le comté de Burlington, dans l’État du New Jersey, aux États-Unis.